# Robert Mundell
Robert Alexander Mundell (Kingston, Ontario, 24 de octubre de 1932-Monteriggioni, Toscana, 4 de abril de 2021) fue un economista canadiense. Fue laureado con el Premio del Banco de Suecia en Ciencias Económicas en memoria de Alfred Nobel en 1999.

## Biografía
Nacido en Kingston, Canadá. cursó estudios en la Universidad de British Columbia, en Vancouver. Asistió al MIT, en Estados Unidos y luego a la London School of Economics, donde completó su formación académica. En 1956 obtuvo un doctorado en el MIT, donde presentó una tesis sobre el movimiento internacional de capitales.
Ha sido profesor en la School of Advanced International Studies, Johns Hopkins University y desde 1974 fue profesor de economía en la Columbia University.
En junio de 2005 obtuvo el premio "Global Economics" del Instituto de Economía Mundial de  Kiel, Alemania.

## Flujos monetarios internacionales
Mundell es principalmente conocido en política por su apoyo a los recortes de impuestos y a la economía de la oferta. Sin embargo, en economía es por su trabajo en las áreas monetarias y los tipos de cambio internacionales por lo que le fue laureado con el Premio del Banco de Suecia en Ciencias Económicas en memoria de Alfred Nobel. Sin embargo, la economía de la oferta ocupó un lugar prominente en su discurso de aceptación del premio del Banco de Suecia.[cita requerida]
En los años sesenta del siglo XX, Canadá, de la que Mundell era nativo, hizo flotar su tipo cambio. Esto hizo que Mundell comenzara a investigar los resultados de los tipos de cambio flotantes, un fenómeno que no se veía ampliamente desde 1930. 
En 1962, junto con Marcus Fleming, fue coautor del modelo Mundell-Fleming de tipos de cambio y señaló que era imposible tener autonomía interna, tipos de cambio fijos y flujos de capital libres. Solo dos de esos objetivos se podrían conseguir. El modelo es, de hecho, una extensión del modelo IS / LM aplicado a los tipos de cambio.
Según el análisis de Mundell:
- La disciplina bajo el sistema de Bretton Woods se debió más a la Reserva Federal de los Estados Unidos que a la disciplina del oro.
- La política fiscal de la demanda sería ineficaz para restringir los bancos centrales bajo un sistema de tipo de cambio flotante.
- Las zonas de moneda única se basaron, por lo tanto, en niveles similares de estabilidad de precios, donde una sola política monetaria sería suficiente para todos.

Su análisis llevó a su conclusión de que se trataba de un desacuerdo entre Europa y los Estados Unidos sobre la tasa de inflación, parcialmente para financiar la guerra de Vietnam, y que Bretton Woods se desintegró debido a la infravaloración del oro y la consecuente disolución de la disciplina monetaria. Hay una discusión famosa sobre este tema entre Mundell y Milton Friedman. 
Este trabajo condujo más tarde a la creación del euro y su predicción de que abandonar el sistema de Bretton Woods conduciría a una "estanflación" mientras se aplicaran tasas de impuestos sobre la renta muy progresivas. En 1974, abogó por una drástica reducción de impuestos y un aplanamiento de las tasas de impuesto sobre la renta.
Mundell, a pesar de que es muy respetado por algunos conservadores, tiene muchos de sus críticos más duros desde la derecha: niega la necesidad de una moneda fija convertible oro o una cesta de divisas (todavía lo recomienda a menudo como una política en entornos hiperinflacionarios) ya que originan a la vez un déficit fiscal y de balanza de pagos. Es bien conocido por afirmar que en un sistema de tipo de cambio flotante, la expansión de la oferta monetaria sólo puede producirse mediante una balanza de pagos positiva.[cita requerida]
En 2000 predijo que antes de 2010, la zona euro se expandiría para cubrir 50 países, mientras que el dólar se extendería por toda Latinoamérica, y gran parte de Asia miraría hacia el yen. Tales predicciones han demostrado ser muy imprecisas.

## Padre del euro
Su trabajo sobre las áreas monetarias óptimas se considera el armazón básico sobre el que se construyó la zona euro. Una conclusión básica de su tesis es que cualquier región particular, dentro de una zona monetaria, si quiere mantener un nivel de empleo, debe reducir los salarios reales o bien se debe acudir a la movilidad del factor trabajo para paliar los llamados "choques asimétricos".